# Liste der Zwergstrauch-Gesellschaften und Borstgras-Rasen in Deutschland
Die Liste der Zwergstrauch-Gesellschaften und Borstgras-Rasen in Deutschland wurde der Roten Liste gefährdeter Pflanzengesellschaften Deutschlands (Rennwald 2000) entnommen, die alle in Deutschland vorkommenden Pflanzengesellschaften enthält.
Es wurde dabei nur die Pflanzenformation IX = Zwergstrauch-Gesellschaften und Borstgras-Rasen berücksichtigt.
Diese Formation hat zwei Klassen:
- Krautweiden-Gesellschaften - Salicetea herbaceae Br.-Bl. 1948
- Heidekraut- und Borstgras-Gesellschaften - Calluno-Ulicetea Br.-Bl. et Tx. ex Westhoff et al. 1946

Die Liste wurde in diese Klassen unterteilt.
Zu jeder Pflanzengesellschaft ist ein Bild, ihre Ordnung, ihr Verband, ihr synsystematischer Rang, ihr deutscher Name, ihr wissenschaftlicher Name und ihr Gefährdungsgrad (Spalte: G) in jeweils einer Spalte angegeben.
Rang:
- FOR = Formation
- KLA = Klasse
- ORD = Ordnung
- VRB = Verband
- ASS = Assoziation

Gefährdungsgrad:
- 0 = Ausgestorben oder verschollen
- 1 = Vom Aussterben bedroht
- 2 = Stark gefährdet
- 3 = Gefährdet
- G = Gefährdung anzunehmen
- R = Extrem selten
- V = Zurückgehend, Art der Vorwarnliste
- * = derzeit nicht gefährdet
- D = Daten zu Verbreitung und Gefährdung ungenügend[3]

Die Pflanzengesellschaften in dieser Liste sollten nur auf Artikel über die gesamte jeweilige Pflanzengesellschaft verlinkt werden, nicht auf einzelne Vertreter der Pflanzengesellschaft.

## Krautweiden-Gesellschaften
| Bild | Ordnung                    | Verband                    | Rang | Deutscher Name                               | wissenschaftlicher Name                                      | G |
| ---- | -------------------------- | -------------------------- | ---- | -------------------------------------------- | ------------------------------------------------------------ | - |
|      | Krautweiden-Gesellschaften |                            | ORD  | Krautweiden-Gesellschaften                   | Salicetalia herbaceae Br.-Bl. in Br.-Bl. et Jenny 1926       |   |
|      | Krautweiden-Gesellschaften | Krautweiden-Gesellschaften | VRB  | Krautweiden-Gesellschaften                   | Salicion herbaceae Br.-Bl. in Br.-Bl. et Jenny 1926          |   |
|      | Krautweiden-Gesellschaften | Krautweiden-Gesellschaften | ASS  | Krautweiden-Gesellschaft                     | Salicetum herbaceae Rübel 1911                               | R |
|      | Krautweiden-Gesellschaften | Krautweiden-Gesellschaften | ASS  | Gesellschaft der Braunen Hainsimse           | Luzuletum alpinopilosae Br.-Bl. in Br.-Bl. et Jenny 1926     | R |
|      | Krautweiden-Gesellschaften | Krautweiden-Gesellschaften | ASS  | Gesellschaft des Dreigriffeligen Hornkrautes | Poo-Cerastietum cerastioidis (Söyrinki 1954) Oberdorfer 1957 | R |
|      | Krautweiden-Gesellschaften | Krautweiden-Gesellschaften | ASS  |                                              | Gnaphalium supinum-Gesellschaft                              | D |
|      | Krautweiden-Gesellschaften | Krautweiden-Gesellschaften | ASS  | Widertonmoos-Gesellschaft der Schneetälchen  | Polytrichetum sexangularis Frey 1922                         | R |

## Heidekraut- und Borstgras-Gesellschaften
| Bild | Ordnung                                             | Verband                                           | Rang | Deutscher Name                                            | wissenschaftlicher Name                                     | G |
| ---- | --------------------------------------------------- | ------------------------------------------------- | ---- | --------------------------------------------------------- | ----------------------------------------------------------- | - |
|      |                                                     |                                                   | ASS  | Schlängelschmielen-Rasen                                  | Deschampsia flexuosa-Gesellschaft                           | * |
|      | Borstgras-Gesellschaften                            |                                                   | ORD  | Borstgras-Gesellschaften                                  | Nardetalia Oberd. ex Preising 1949                          |   |
|      | Borstgras-Gesellschaften                            | Montane und kolline Hundsveilchen-Borstgras-Rasen | VRB  | Montane und kolline Hundsveilchen-Borstgras-Rasen         | Violion caninae Schwickerath 1944                           |   |
|      | Borstgras-Gesellschaften                            | Montane und kolline Hundsveilchen-Borstgras-Rasen | ASS  | Harzerlabkraut-Borstgras-Rasen                            | Galium saxatile-Nardus stricta-Gesellschaft                 | 3 |
|      | Borstgras-Gesellschaften                            | Montane und kolline Hundsveilchen-Borstgras-Rasen | ASS  | Flügelginster-Weiderasen                                  | Festuco-Genistelletum sagittalis Issler 1929                | 2 |
|      | Borstgras-Gesellschaften                            | Montane und kolline Hundsveilchen-Borstgras-Rasen | ASS  | Gesellschaft der Sparrigen Binse                          | Juncetum squarrosi Nordhagen 1922 nom. conserv. propos.     | 2 |
|      | Borstgras-Gesellschaften                            | Alpine und subalpine Borstgras-Rasen              | VRB  | Alpine und subalpine Borstgras-Rasen                      | Nardion Br.-Bl. in Br.-Bl. et Jenny 1926                    |   |
|      | Borstgras-Gesellschaften                            | Alpine und subalpine Borstgras-Rasen              | ASS  | Bergnelkenwurz-Borstgras-Rasen                            | Geo montani-Nardetum strictae Lüdi 1948 nom. mutat. propos. | 3 |
|      | Borstgras-Gesellschaften                            | Alpine und subalpine Borstgras-Rasen              | ASS  | Schweizerlöwenzahn-Borstgras-Rasen                        | Leontodon helveticus-Nardus stricta-Gesellschaft            | 2 |
|      | Borstgras-Gesellschaften                            | Alpine und subalpine Borstgras-Rasen              | ASS  | Alpenflachbärlapp-Borstgras-Rasen                         | Diphasiastrum alpinum-Nardus stricta-Gesellschaft           | 1 |
|      | Borstgras-Gesellschaften                            | Alpine und subalpine Borstgras-Rasen              | ASS  | Brockenanemonen-Borstgras-Rasen                           | Pulsatilla alba-Nardus stricta-Gesellschaft                 | 1 |
|      | Heidelbeeren- und Ginster-Heidekraut-Gesellschaften |                                                   | ORD  | Heidelbeeren- und Ginster-Heidekraut-Gesellschaften       | Vaccinio-Genistetalia R. Schubert 1960                      |   |
|      | Heidelbeeren- und Ginster-Heidekraut-Gesellschaften | Ginster-Heidekraut-Gesellschaften                 | VRB  | Ginster-Heidekraut-Gesellschaften                         | Genistion pilosae Duvigneaud 1942                           |   |
|      | Heidelbeeren- und Ginster-Heidekraut-Gesellschaften | Ginster-Heidekraut-Gesellschaften                 | ASS  | Haarginster-Basalgesellschaft                             | Genistion pilosae-Basalgesellschaft                         | 3 |
|      | Heidelbeeren- und Ginster-Heidekraut-Gesellschaften | Ginster-Heidekraut-Gesellschaften                 | ASS  | Haarginster-Heidekraut-Gestrüpp                           | Genisto pilosae-Callunetum Braun 1915 nom. invers. propos.  | 2 |
|      | Heidelbeeren- und Ginster-Heidekraut-Gesellschaften | Ginster-Heidekraut-Gesellschaften                 | ASS  | Deutschginster-Heidekraut-Gestrüpp                        | Genisto germanicae-Callunetum Oberd. 1957                   | 2 |
|      | Heidelbeeren- und Ginster-Heidekraut-Gesellschaften | Ginster-Heidekraut-Gesellschaften                 | ASS  | Geißklee-Heidekraut-Gestrüpp                              | Cytiso supini-Antennarietum Preising 1953                   | 3 |
|      | Heidelbeeren- und Ginster-Heidekraut-Gesellschaften | Ginster-Heidekraut-Gesellschaften                 | ASS  | Preiselbeer-Heidekraut-Gestrüpp                           | Vaccinio-Callunetum Büker 1942 nom. invers. propos.         | 2 |
|      | Heidelbeeren- und Ginster-Heidekraut-Gesellschaften | Krähenbeeren-Zwergstrauchgesellschaften           | VRB  | Krähenbeeren-Zwergstrauchgesellschaften                   | Empetrion nigri R. Schubert ex Westhoff et Den Held 1969    |   |
|      | Heidelbeeren- und Ginster-Heidekraut-Gesellschaften | Krähenbeeren-Zwergstrauchgesellschaften           | ASS  | Doldenhabichtskraut-Krähenbeeren-Gestrüpp der Küstendünen | Hieracio-Empetretum Libbert ex Passarge 1964                | * |